# ملاحسن کبگانی
ملاحسن کبگانی معروف به «آخوند کبگانی» و متخلص به «محمود» از شاعران دشتی معاصر ناصرالدین‌شاه قاجار، فاضل جمی، معتقد اهرمی، محمدخان دشتی و فایز دشتی می‌باشد.
وی در سال ۱۲۴۰ هجری قمری در قریه هدکو (از روستاهای دشتی) در نزدیکی قریه کبگان متولد شد.
در ابتدا به دریانوردی پرداخته سپس به منبر و ذکر و خطابه مشغول شد. در کبگان متوطن بوده و چند صباحی در بوشهر و تا آخر عمر در جم اقامت داشته‌است.
شش سال جهت ادامه تحصیلات علمی در نجف بسر می‌برده‌است.
به سال ۱۳۰۹ هـ ق درگذشت و در نجف مدفون شد. در دوبیتی، غزل و قصیده و دیگر گونه‌های شعری طبع آزمایی کرده‌است.
نمونه دوبیتی ملاحسن (محمود) کبگانی:
| گل روی تو را هر گه کنم یاد |  | چو بلبل برکشم از سینه فریاد |
| ز من مجنون تری نادیده لیلی |  | ز تو شیرین تری نادیده فرهاد |